# Echiniscus tessellatus
Echiniscus tessellatus är en djurart som tillhör fylumet trögkrypare, och som beskrevs av Murray 1910. Echiniscus tessellatus ingår i släktet Echiniscus och familjen Echiniscidae. Inga underarter finns listade i Catalogue of Life.